# New Plymouth
New Plymouth (maor. Ngāmotu) – miasto portowe w Nowej Zelandii, na Wyspie Północnej, w regionie Taranaki, siedziba dystryktu New Plymouth. Miasto położone jest nad zatoką North Taranaki, u podnóża wulkanu Mount Taranaki (Egmont). W 2012 roku liczyło 53 000 mieszkańców.
Założony w 1841 roku, New Plymouth otrzymał prawa miejskie w 1949 roku.
W mieście znajduje się ogród botaniczny Pukekura Park oraz Govett-Brewster Art Gallery – jedna z najlepszych regionalnych galerii sztuki w Nowej Zelandii.
Nieopodal miasta znajduje się port lotniczy New Plymouth.
Z New Plymouth pochodzi Melanie Lynskey, nowozelandzka aktorka.
W mieście rozwinął się przemysł spożywczy, maszynowy oraz metalowy.

## Miasta partnerskie
- Kunming, Chiny[2]
- Mishima, Japonia[2]